# Diocèse de Papantla
Le diocèse de Papantla (en latin : Dioecesis Papantlensis ; en espagnol : Diócesis de Papantla) est un diocèse de l'Église catholique du Mexique, suffragant de l'archidiocèse de Xalapa.

## Territoire

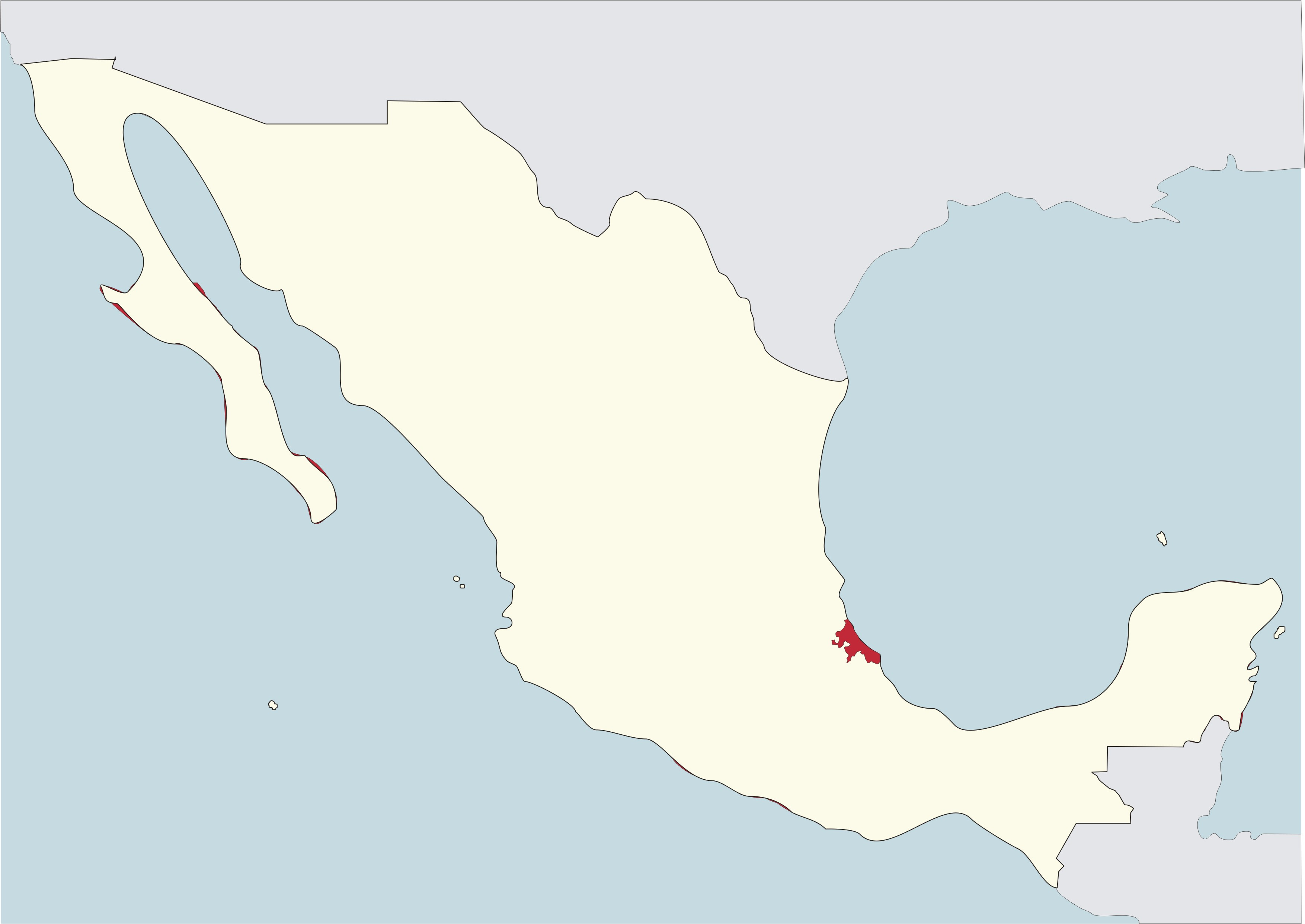
Le diocèse de Papantla en rouge sur la carte du Mexique

Il comprend 22 municipalités de l'État de Veracruz et 4 municipalités de l'État de Puebla ce qui correspond à un territoire d'une superficie de 12 000 km2 divisé en 59 paroisses.
Le siège épiscopal est dans la ville de Teziutlán où se trouve la cathédrale Notre-Dame-de-l'Assomption. La cocathédrale de Papantla est également dédiée à Notre-Dame de l'Assomption.

## Historique
Le diocèse est érigé le 24 novembre 1922 par la constitution apostolique Orbis catholici du pape Pie XI en prenant une partie du territoire du diocèse de Ciudad Victoria o Tamaulipas (aujourd'hui diocèse de Tampico) et du diocèse de Veracruz o Jalapa (aujourd'hui archidiocèse de Xalapa).
À la suite du décret Excellentissumus Dominus du 19 juin 1931 de la congrégation des évêques, le diocèse incorpore deux paroisses qui appartenaient à l'archidiocèse de Puebla de los Ángeles et le siège épiscopal est déplacé de Papantla à Teziutlán.
Nommé suffragant de l'archidiocèse de Puebla de los Ángeles lors de sa création, il intègre la province ecclésiastique de Xalapa le 29 juin 1951 en vertu de la constitution apostolique Inter praecipuas du pape Pie XII.
Par la lettre apostolique Peculiari studio du 20 mai 1960, le pape Jean XXIII confirme que la Vierge Marie, vénérée sous le vocable de Notre-Dame du Mont-Carmel, est la patronne principale du diocèse.
Il cède une portion de territoire le 9 juin 1962 pour l'érection du diocèse de Tuxpan.

## Évêques
- Nicolás Corona y Corona (11 décembre 1922 - 8 janvier 1950)
- Luis Cabrera Cruz (14 décembre 1950 - 25 août 1958), nommé évêque de San Luis Potosí
- Alfonso Sánchez Tinoco (6 février 1959 - 19 octobre 1970)
- Sergio Obeso Rivera (30 avril 1971 - 15 janvier 1974), nommé archevêque coadjuteur de Xalapa
- Genaro Alamilla Arteaga (13 juillet 1974 - 26 janvier 1980)
- Lorenzo Cárdenas Aregullín (30 octobre 1980 - 2 mai 2012)
- Jorge Carlos Patrón Wong (2 mai 2012 - 21 septembre 2013), nommé secrétaire de la congrégation pour le clergé
- José Trinidad Zapata Ortiz, depuis le 20 mars 2014